# Clonia melanoptera
Clonia melanoptera is een rechtvleugelig insect uit de familie van de sabelsprinkhanen (Tettigoniidae). De wetenschappelijke naam werd gepubliceerd in 1758 door Carl Linnaeus in de tiende editie van Systema naturae.
De soort komt talrijk voor in de provincies West-Kaap en Noord-Kaap in Zuid-Afrika. Het is een van de grootste insecten van Zuid-Afrika; de mannetjes zijn ongeveer 68 mm lang en de vrouwtjes 120 mm. De soort heeft de luidste en laagste roep onder de Clonia-soorten; de roep van een mannetje kan honderden meters ver dragen.